# アブドゥーラ・クウソー
アブドゥーラ・クウソー（Abdullahi Kuso、1984年2月17日 - ）は、ナイジェリア出身のバスケットボール選手である。ポジションはセンター。元ナイジェリア代表選手。

## 来歴
ゴンザガ大学を卒業後にプロ選手となり、ウクライナ、シリア、韓国のチームに所属した後、2010年にbjリーグの琉球ゴールデンキングスに入団したが2010-11シーズン途中の1月に契約解除となる。2月にライジング福岡と契約し、シーズン終了まで在籍。
福岡退団後はカナダ、クロアチアでプレーした後、2012-13シーズン途中の12月に宮崎シャイニングサンズと契約。2013-14シーズンは青森ワッツに在籍。2014-15シーズンは岩手ビッグブルズに入団。
bjリーグとNBLが統合して誕生したジャパン・プロフェッショナル・バスケットボールリーグ（Bリーグ）初年度の2016-17シーズンはB2の群馬クレインサンダーズへ移籍。チームはB2東地区1位となる。
2017-18シーズンは香川ファイブアローズと契約。
2018-19シーズンから群馬と再び契約。
2020-21シーズンは茨城ロボッツと契約。同シーズンをもって現役を引退した。

## 経歴
- ゴンザガ大学 - Simferpol ウクライナ - Al jalaa Aleppo シリア - 蔚山モービスフィバス（ 韓国KBL） - 琉球ゴールデンキングス - ライジング福岡 - Halifax Rainmen（）（ カナダNBL（英語版）） - KKザダル（英語版）（ クロアチアA-1 Liga） - 宮崎シャイニングサンズ - 青森ワッツ - 岩手ビッグブルズ - 群馬クレインサンダーズ - 香川ファイブアローズ - 群馬クレインサンダーズ - 茨城ロボッツ

## 記録
| シーズン             | チーム | GP | GS | MPG  | FG%  | 3P%   | FT%  | RPG  | APG | SPG | BPG | TO   | PPG  |
| -------------------- | ------ | -- | -- | ---- | ---- | ----- | ---- | ---- | --- | --- | --- | ---- | ---- |
| bjリーグ 2010-11     | 琉球   | 26 | 7  | 17.3 | .572 | .000  | .582 | 7.7  | 0.6 | 0.8 | 1.0 | 1.2  | 8.7  |
| bjリーグ 2010-11     | 福岡   | 18 | 18 | 11.1 | .531 |       | .638 | 9.2  | 1.1 | 0.7 | 0.6 | 1.2  | 11.1 |
| bjリーグ 2012-13     | 宮崎   | 31 | 23 | 32.7 | .458 | .000  | .643 | 12.3 | 2.1 | 0.7 | 1.5 | 3.0  | 17.3 |
| bjリーグ 2013-14     | 青森   | 52 | 49 | 24.1 | .469 | .000  | .635 | 10.5 | 1.3 | 1.0 | 1.4 | 2.5  | 10.2 |
| bjリーグ 2014-15     | 岩手   | 52 | 0  | 15.8 | .502 | ---   | .682 | 6.0  | 0.5 | 0.8 | 0.9 | 1.3  | 6.4  |
| bjリーグ 2015-16     | 岩手   | 52 | 50 | 29.5 | .501 | 1.000 | .691 | 11.0 | 1.8 | 1.6 | 1.5 | 2.32 | 12.7 |
| B.LEAGUE 2016-17(B2) | 群馬   | 60 | 60 | 22.8 | .514 | .000  | .679 | 8.7  | 1.4 | 0.8 | 1.8 | 2.1  | 13.0 |
| B.LEAGUE 2017-18(B2) | 香川   | 60 | 2  | 14.7 | .472 | .000  | .719 | 5.2  | 1.0 | 0.8 | 1.1 | 1.4  | 7.7  |